# Rubia tatarica
Rubia tatarica är en måreväxtart som först beskrevs av Ludolph Christian Treviranus, och fick sitt nu gällande namn av Friedrich Schmidt. Rubia tatarica ingår i släktet krappar, och familjen måreväxter. Inga underarter finns listade i Catalogue of Life.